# Pedro Giestas
Pedro Giestas (Vouzela, 1972) é um actor e dobrador português. Atuou na televisão, entre outros, nas novelas Anjo Selvagem, Queridas Feras e Fala-me de Amor.

## Biografia
Pedro Giestas é natural de Vouzela, de onde saiu para se licenciar na Escola Superior de Teatro e Cinema de Lisboa, que frequentou de 1990 a 1994.[carece de fontes?]

## Televisão
- 1999 - O Fura-Vidas (SIC) - Azevedo
- 1999 - Mãos à Obra (RTP)
- 2000 - Residencial Tejo (SIC)
- 2000 - A Noiva (SIC) - Ventura
- 2001 - Teorema de Pitágoras (SIC) - Guarda
- 2001/2003 - Anjo Selvagem (TVI) - José Bezerra (Zeca)
- 2004 - O Jogo (SIC) - Fábio
- 2003/2004 - Queridas Feras (TVI) - José Maria Caroço
- 2006 - Fala-me de Amor (TVI) - Artur Reis
- 2007 - Floribella (SIC)
- 2007 - Vingança (SIC) - José Carlos Guedes
- 2007 - Morangos com Açúcar (TVI) - Armando Dias
- 2008 - O Dia do Regicídio (RTP) - Humberto Avelar
- 2008 - Podia Acabar o Mundo (SIC) - Manuel
- 2010 - Conta-me Como Foi (RTP)
- 2010/2011 - Mar de Paixão (TVI) - António Mendes
- 2011 - Liberdade 21 (RTP)
- 2012 - E Depois Matei-o (RTP) - Artur
- 2012 - Maternidade (RTP) - Leonardo
- 2013 - Destinos Cruzados (TVI) - Xavier
- 2013 - Dancin' Days (SIC)
- 2013 - Bem-Vindos a Beirais (RTP) - Samuel
- 2014 - Giras & Falidas (TVI) - Bandido
- 2014 - Mulheres de Abril (RTP) - Pinheiro
- 2014 - Sol de Inverno (SIC) - Psiquiatra
- 2014 - O Beijo do Escorpião (TVI)
- 2015 - Os Nossos Dias (RTP) - Nelo
- 2015 - Santa Bárbara (TVI)
- 2015 - Coração D'Ouro (SIC) - Joaquim
- 2016 - A Única Mulher (TVI) - Humberto
- 2019 - Nazaré (SIC) - Fábio
- 2020 - Quer o Destino (TVI) - Pai da Vitória
- 2021 - 2022 - Festa é Festa (TVI) - Mário Ramos
- 2024 - Cacau (TVI) - Nelson Xavier
- 2025 - A Promessa (SIC) - Jérôme Pacheco

## Dobragem
- 1999-2005 - Aventuras com Dragões (Dragon Tales) - Ord
- 2005–2006, 2008–2009 - Sonic X (ソニックX) - Bocoe
- 2007 - A História de uma Abelha (Bee Movie) - Ken
- 2010 - Marmaduke - Marmaduke
- 2012 - Hotel Transylvania - Frankenstein
- 2015 - Hotel Transylvania 2 - Frankenstein
- 2016 - O Amigo Gigante - Traga-Nacos
- 2016-2018 - Caçadores de Trolls: Contos de Arcadia - Blinky
- 2017 - Paddington 2 - Mr. Barnes; T-Bone
- 2018 - Hotel Transylvania 3: Umas Férias Monstruosas - Frankenstein
- 2018 - Smallfoot - Guardião das Pedras
- 2018-2019 - 3 Entre Nós: Contos de Arcádia - Blinky
- 2020 - Feiticeiros: Contos de Arcadia - Blinky

## Teatro
Descreve-se, acima de tudo, como actor de teatro. Criador do Teatro Invisível há quatro anos, tem desde então desenvolvido projectos que visam sobretudo levar o teatro junto de povoações do interior do país. De destacar Amar uma pipoca e a participação como "Valentin Arregui" na peça O Beijo da Mulher Aranha de Manuel Puig, exibida no teatro Mundial.[carece de fontes?]